# Diecéze Ambia
Diecéze Ambia je titulární diecéze římskokatolické církve.

## Historie
Ambia, poblíž Hamman-Bou-Hanifia v dnešním Alžírsku, je starobylé biskupské sídlo nacházející se v římské provincii Mauretania Caesariensis.
Jediným známým biskupem této diecéze je Felix, který byl mezi biskupy, které roku 484 pozval vandalský král Hunerich.
Dnes je diecéze využívána jako titulární biskupské sídlo; současným titulárním biskupem je Roberto Bergamaschi, apoštolský vikář Gambelly.

## Seznam biskupů
- Felix (zmíněn roku 484)

## Seznam titulárních biskupů
- Alexandre-Auguste-Laurent-Marie Roy, M. Afr. (1934–1984)
- Eduardo Vicente Mirás (1984–1993)
- Carlos Anibal Altamirano Argüello (1994–2004)
- Victor Valentin Sánchez Espinosa (2004–2009)
- Giovanni Migliorati, M.C.C.J. (2009–2016)
- Roberto Bergamaschi, S.D.B. (od 2016)